# Dennis DeYoung
Dennis DeYoung (Chicago, 18 febbraio 1947) è un cantante e tastierista statunitense.
Dal 1972 al 1999 è stato un componente della rock band Styx. Nel 1984 ha pubblicato il suo primo album da solista.

## Discografia

### Solista
- 1984 - Desert Moon
- 1986 - Back to the World
- 1989 - Boomchild
- 1994 - 10 on Broadway
- 1996 - The Hunchback of Notre Dame
- 2020 - 26 East, Vol.1

### Con Dennis DeYoung and the Music of Styx
- 2004 - The Music of Styx - Live with Symphony Orchestra (Live)
- 2007/2009 - One Hundred Years from Now
- 2014 - Dennis DeYoung And The Music of Styx - Live in Los Angeles (Live)